# Vitellozzo Vitelli (cardinale)
Vitellozzo Vitelli (Firenze, 6 aprile 1532 – Roma, 19 novembre 1568) è stato un cardinale e vescovo cattolico italiano.

## Biografia
Figlio del capitano Alessandro Vitelli, signore di Amatrice, e di Angela di Troilo I de' Rossi, conte di San Secondo in territorio parmense, nacque a Firenze il 6 aprile 1532 e si addottorò in utroque iure presso l'Università di Padova.
Fu nominato vescovo della sua città natale nel 1554, ma ebbe bisogno di un permesso speciale per prendere possesso della diocesi poiché non aveva ancora raggiunto l'età canonica di 27 anni. Nel concistoro del 15 marzo 1557 papa Paolo IV lo creò cardinale diacono dei Santi Sergio e Bacco, che cambiò due anni dopo con quella di Santa Maria in Portico Octaviae e poi con quella di Santa Maria in Via Lata. Tra i vari incarichi che ricoprì, fu camerlengo di Santa Romana Chiesa dal 1564 alla morte, legato nella provincia di Campagna e Marittima, prefetto del tribunale dell'Apostolica Segnatura di Grazia, membro della Congregazione del Sant'Uffizio e protettore del Regno di Francia presso la Santa Sede.
Morì a Roma e fu sepolto nella basilica di Santa Maria in Via Lata.

## Ascendenza
|                    |                    |                                    | Genitori                   |  |  | Nonni |  |  | Bisnonni        |  |  | Trisnonni        |  |
|                    |                    |                                    |                            |  |  |       |  |  | Niccolò Vitelli |  |  | Giovanni Vitelli |  |
|                    |                    |                                    |                            |  |  |       |  |  | Niccolò Vitelli |  |  | Giovanni Vitelli |  |
|                    |                    | Maddalena dei Marchesi di Petriolo |                            |  |  |       |  |  | Niccolò Vitelli |  |  |                  |  |
| Paolo Vitelli      |                    |                                    |                            |  |  |       |  |  | Niccolò Vitelli |  |  |                  |  |
|                    |                    | Pantasilea Abocatelli              | Giovanni Liso Abboccatelli |  |  |       |  |  |                 |  |  |                  |  |
|                    |                    | Pantasilea Abocatelli              | Giovanni Liso Abboccatelli |  |  |       |  |  |                 |  |  |                  |  |
|                    |                    | Pantasilea Abocatelli              | …                          |  |  |       |  |  |                 |  |  |                  |  |
| Alessandro Vitelli |                    | Pantasilea Abocatelli              |                            |  |  |       |  |  |                 |  |  |                  |  |
|                    |                    | …                                  | …                          |  |  |       |  |  |                 |  |  |                  |  |
|                    |                    | …                                  | …                          |  |  |       |  |  |                 |  |  |                  |  |
|                    |                    | …                                  | …                          |  |  |       |  |  |                 |  |  |                  |  |
| …                  |                    | …                                  |                            |  |  |       |  |  |                 |  |  |                  |  |
|                    |                    | …                                  | …                          |  |  |       |  |  |                 |  |  |                  |  |
|                    |                    | …                                  | …                          |  |  |       |  |  |                 |  |  |                  |  |
|                    |                    | …                                  | …                          |  |  |       |  |  |                 |  |  |                  |  |
| Vitellozzo Vitelli |                    | …                                  |                            |  |  |       |  |  |                 |  |  |                  |  |
|                    | Giovanni de' Rossi | Pier Maria II de' Rossi            |                            |  |  |       |  |  |                 |  |  |                  |  |
|                    | Giovanni de' Rossi | Pier Maria II de' Rossi            |                            |  |  |       |  |  |                 |  |  |                  |  |
|                    | Giovanni de' Rossi | Antonia Torelli                    |                            |  |  |       |  |  |                 |  |  |                  |  |
| Troilo I de' Rossi | Giovanni de' Rossi |                                    |                            |  |  |       |  |  |                 |  |  |                  |  |
|                    |                    | Angela Scotti Douglas              | Francesco Scotti Douglas   |  |  |       |  |  |                 |  |  |                  |  |
|                    |                    | Angela Scotti Douglas              | Francesco Scotti Douglas   |  |  |       |  |  |                 |  |  |                  |  |
|                    |                    | Angela Scotti Douglas              | …                          |  |  |       |  |  |                 |  |  |                  |  |
| Angela de' Rossi   |                    | Angela Scotti Douglas              |                            |  |  |       |  |  |                 |  |  |                  |  |
|                    |                    | Girolamo Riario                    | Paolo Riario               |  |  |       |  |  |                 |  |  |                  |  |
|                    |                    | Girolamo Riario                    | Paolo Riario               |  |  |       |  |  |                 |  |  |                  |  |
|                    |                    | Girolamo Riario                    | Bianca della Rovere        |  |  |       |  |  |                 |  |  |                  |  |
| Bianca Riario      |                    | Girolamo Riario                    |                            |  |  |       |  |  |                 |  |  |                  |  |
|                    |                    | Caterina Sforza                    | Galeazzo Maria Sforza      |  |  |       |  |  |                 |  |  |                  |  |
|                    |                    | Caterina Sforza                    | Galeazzo Maria Sforza      |  |  |       |  |  |                 |  |  |                  |  |
|                    |                    | Caterina Sforza                    | Lucrezia Landriani         |  |  |       |  |  |                 |  |  |                  |  |
|                    |                    | Caterina Sforza                    |                            |  |  |       |  |  |                 |  |  |                  |  |